# ハッピーマックスみしま
ハッピーマックスみしまは、日本のピン芸人。愛知県出身。シュープロモーション所属。2016年12月までは石井光三オフィスに所属していた。2017年4月に三島ゆういちからハッピーマックスみしまに改名した。

## 芸風
基本的には漫談。一人コントや、一発ギャグなども得意としている。最近では配信アプリのポコチャにも活躍の場を広げ自身の濃い髭をいかして砂鉄ギャグを披露している。

## 来歴・人物
身長175㎝、体重65㎏、靴27.5㎝。
専門学校東京アナウンス学院卒業。同学院在学中に藤崎翔（現在は小説家）とお笑いコンビ「セーフティ番頭」を結成し、6年間活動したが、2010年に解散。その後、ミラクルパワーズというコンビを経て、現在はピン芸人として活動している。また、釣り好き芸人として「サカナクラブ」という釣りイベントを定期開催している。
2020年頃から、釣りフェスティバル（旧フィッシングショー）など大規模イベントのトークショーなどでMCを担当することもある。

## 出演

### テレビ
- ふたり道（BS日テレ）
- Happy婚セルジュ（フジテレビ）

### CM
- マイクロソフト 「Microsoft Surface」
- ショップジャパン 「ワンダーコアスマート」

### 映画
- 3泊4日、5時の鐘
- Paradice（The 48 Hour Film Project 2016にて公開したチームWSO作品）

### ライブ
- 三島ゆういち 単独ライブ「いいね」（2016年5月6日 「劇」小劇場）

### 舞台
- チーム・ギンクラ第三回公演 ハリウッド商店街 〜雪が降らない町の雪祭り〜（2015年3月5日 - 3月8日 キーノート・シアター）
- ワンチャンUNIT -ストクエ- 幕の内公演 チョイスw（2015年8月11日 - 8月16日  シアターブラッツ）
- チーム・ギンクラ第四回公演 Bスタジオを封鎖せよ！（2015年9月22日 - 9月27日 劇場MOMO）